# Nacho Guerreros
Ignacio "Nacho" Guerreros García (Calahorra, La Rioja, 5 de desembre de 1972) és un actor espanyol. El seu paper més conegut és el de "Coque" a la sèrie La que se avecina. També va participar en Aquí no hay quien viva, amb el personatge de "José María" en l'etapa final de la sèrie. Nominado al mejor protagonista junto a Mohamed Amazian

## Filmografia

### Televisió
- A las once en casa (1998) (1 capítol)
- ¡Ala... Dina! (2000) (2 capítols)
- Manos a la obra (2001) (1 capítol)
- El secreto (2001) (2 capítols)
- Hospital Central (2003) (1 capítol)
- Mis estimadas víctimas (2004)
- Aquí no hay quien viva (2006) (13 capítol)
- Con pelos en la lengua (2010) (2 capítols)
- La que se avecina (2007-present)

### Cinema
Curtmetratges
- Lala (2009)
- Eric (2004)
- Sin remite (2003)
- Memoria y muerte de una cortometrajista (2003)
- Tiro de piedra (2002)
- Hævn (venganza) (2001)
- Una mañana (2000)

### Teatre
- Cafe Teatro (1998-2001)
- Don Gil de las calzas verdes (2000)
- El dragón de fuego (veu en off) (2003)
- Jesús de Nazaret (2003)
- Bent (2005-2006)

## Premis i nominacions
| Any  | Premi                                             | Categoria                           | Títol           | Resultat  |
| ---- | ------------------------------------------------- | ----------------------------------- | --------------- | --------- |
| 2001 | Festival de Curtmetratges de L'Entregu (Astúries) | Millor actor                        | Hævn (venganza) | Guanyador |
| 2005 | Premis de la Unió de Actors (Espanya)             | Millor actor protagonista de teatre | Bent            | Nominat   |